# チェシャーの絹関連産業

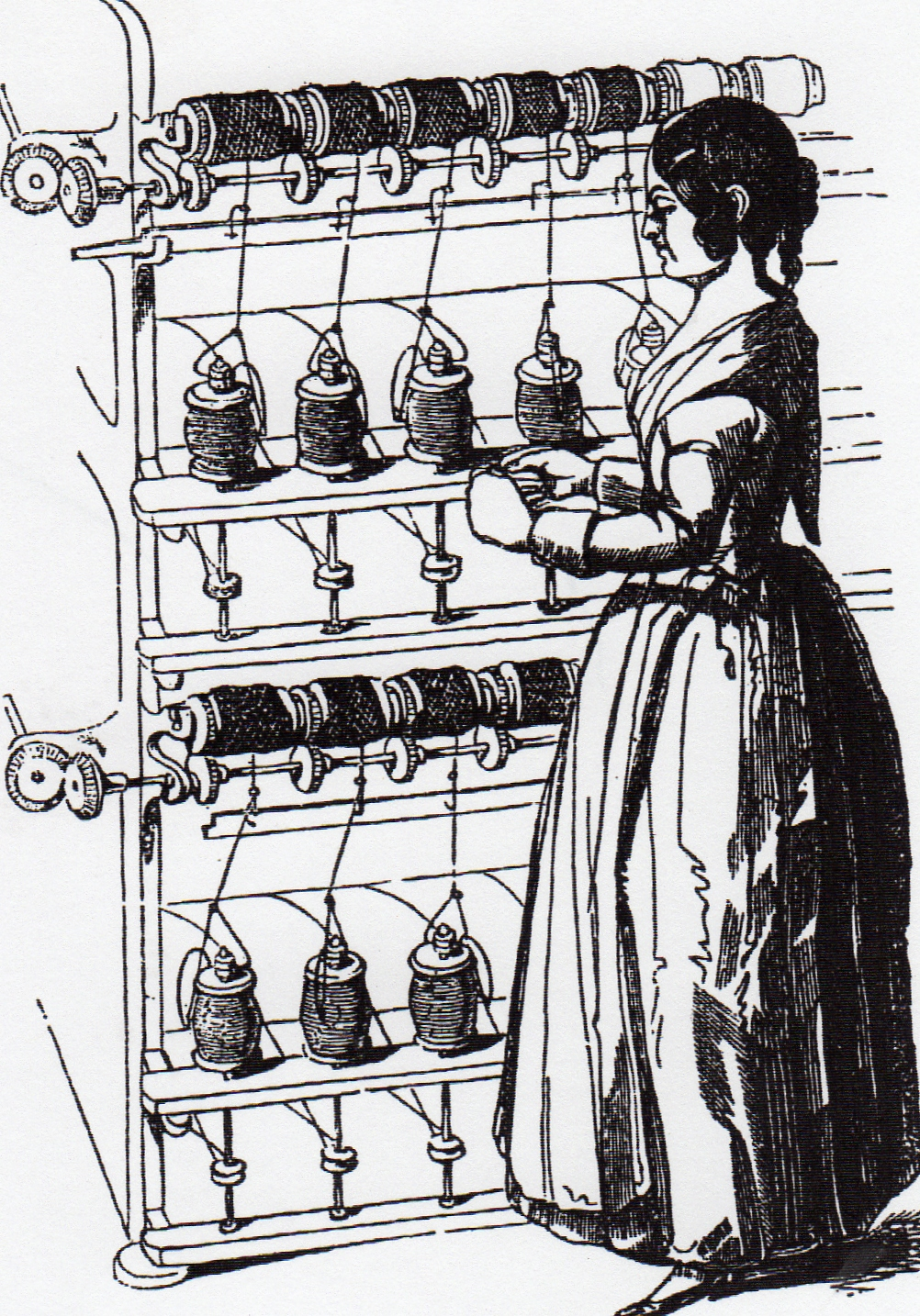
製糸器械、グレアム・スチーヴンソン、1843年画。水平方向に回転軸を持つ上段のボビンが下段の上下方向に回転軸を持つボビンから糸を巻き取り、その下のはずみ車を使って撚りをかける。

コングルトン、マクルズフィールド、ボウリントン、ストックポートといったチェシャーの町々で、かつて栄えた絹関連産業の歴史について概説する。イングランドのチェシャー州においては、中世後期には絹（シルク）を使ったボタンの製造が行われていた。17世紀初めにフランスのユグノー教徒を介してイギリスに本格的に技術移転が始まっていた製糸技術、絹織物生産技術は、17世紀終わりごろにチェシャーにも伝わり、1698年にマクルズフィールドで絹織物が始まった。自営の絹織物職人が請負契約で、自分の家の屋根裏部屋で織機を使って製造した。イタリア産の絹製品の供給は不安定であり、輸入生糸を原料にした製糸がチェシャー州で行われることもあった。水動力を用いた器械製糸は18世紀に始まり、ロウムが有していた特許が1732年に切れると、水力器械製糸工場がストックポートとマクルズフィールドに設立された。最盛期の18世紀にはマクルズフィールドの町の人口の約半数、1万人が従事していた絹関連産業も19世紀には綿織物やフランス産のシルクの流行により衰退した。

## 地理的背景
チェシャーは、ノース・ウェスト・イングランドに属するカントリー（州）である。丘が多い内陸から西へ沖積平野が広がり、デイン川、ボウリン川といった流れの速い川が平野を貫く。これらの川が湿度の高い環境と、水車を動かすための動力を提供した。ダービーからマンチェスターへと至る馬車道が、当地の絹織物で有名な町々をつないでいた。のちの1831年になるとマクルズフィールド運河の開通によりコングルトン、マクルズフィールド、ボウリントンが水運でトレント＝マージー運河と繋がり、そこからミッドランズや海港とも繋がった。

## 製糸
18世紀にはヨーロッパにおいて最も先進的な製糸器械がイタリアで開発されていた。絹は温度と湿度が両方とも高くないと生産されない。イタリアにおいては日光だけで温度が上がるが、ダービーにおいては水車を動力源として熱を産出せねばならず、また、産出した熱を均等に配分せねばならなかった。
イースト・チェシャーでは、コングルトンのオールド・ミルと、マクルズフィールドのボタン・ミルの2つだけがイタリア式製糸器械のための水車工場であったものとして知られている。

## イタリア式動力利用型製糸器械の導入まで
チェシャーでは、絹糸を使った仕事は中世後期には行われており、絹糸はボタンの製造に使われていた。マクルズフィールドの町には、1574年にボタンの製造業者から資金を借りたことを記録する文書が残っている。1617年のスティーヴン・ロウ（Stephen Rowe）家の棚卸帳には、次のような記載がある「原材料（すなわち、毛糸、縫い糸、亜麻糸、絹糸）の合計 - 完成したボタンの量 - 全部で4つ - 織工への支払い3ポンド9シリング6ペンス」。スティーヴン・ロウは製造したボタンの販売をチャップマン (行商人)（chapman）に委託していたようである。行商人らは村々を回って絹の服やボタンを売り歩いた。彼らの多くは土地持ちで、ロンドンと直接取引をした。ロンドンは、絹が流入することが合法的な唯一の港であった。そのため、ロンドンの商人がマクルズフィールドにやってきて生糸を買い求めた。そのうちの何人かはマクルズフィールドに住み着いて自由身分となった。彼らは合法的にこの町の中で取引することができるようになった。また、売買取引を行う代理人をマクルズフィールドに置くこともあった。
絹加工技術がイングランドに確立されたのは、1685年のフォンテーヌブローの勅令によってフランスを追放されたユグノーによる。彼らは、ロンドンのギルドが決めていた窮屈な掟を避けて、ロンドンの市域外にあるスピタルフィールズに住み、そこで繁栄していた。そうしたところ、さらに、チェシャーには製糸業が興りつつあった。例えば、レイノウ（Rainow）では、ジョン・マッシー（John Massey）という人物が、「黒いウシ1頭、ヒツジ数頭、古びたハシゴ3つ、絹糸を縒り合せる回し車ひとつを所有している」という記録がある。1660年頃には、ストックポート、マクルズフィールド、コングルトン、リーク、バクストンでレースを編む産業が始まり、1696年までにマクルズフィールドで細い絹糸を編む産業が始まった。太い絹糸の製糸が始まったのは John Prout (1829) によると1756年であるという。
チェシャーでは、自営の織工らが自らの所有する織機を彼ら自身の家の中で動かして、絹織物を編んだ。そして、商人が彼らに絹糸を供給し、出来上がった絹布（絹織物）を購入した。このように、チェシャーでは広く、問屋制家内工業の形態で絹織が行われていた。そして、織機と飛び杼の改良と、最終生産品への需要の増大に伴い、原料となる生糸の供給が追い付かなくなってきた。
絹織物を作るには、生糸を撚り合わせて所望の太さ・強度にする撚糸工程が必要である。この工程は本来屋外で行うものであって、影が長いときに行うものであった。しかしながら、この工程が23メートルの高さの建物の中で行われるときも「シェイズ（影）」と呼ばれるようになった。また、イタリアでは、この工程が機械化された。
ダービーにあるロウムズ・ミルは、イングランドにおける最初の動力を用いた製糸工場（ミル）の成功例である。1685年生まれのジョン・ロウムは、1717年にピエモンテを訪れ、うまく稼働している製糸工場を視察した。イングランドに戻り、フィラトイオ（filatoio）とトルチトイオ（torcitoio）という名前で知られていた2つのイタリアの製糸器械の詳細構造を伝えた。と同時に、数人のイタリアの職人を連れて帰り、製糸器械のレプリカを作ってもらった。これは、産業スパイの初期の例である。1704年にロウムの異父兄、トーマス・コチェットがオランダの製糸器械を模して作った器械を備えたミルを、ダーウェント川の堰堤の西に建てたが失敗していた。コチェットとロウムは、建築技師のジョージ・ソロコールドにイタリア式の製糸器械のための製糸工場（ミル）の建て方を伝え、かつて失敗した製糸工場の隣に新しく工場を建てた。そのイタリア式器械を導入した製糸工場の北に、動力を用いない撚糸工場が1739年より前のいつ頃かに建設されたが、この工場は1739年にトーマス・ウィルソンに棚卸資産ごと売却されて、現存している。トーマス・ロウムの使用している製糸器械の意匠には14年間の特許が、ロウムに対して与えられた。サルディニア王はロウムの試みに反発し、質の良い生糸の輸出を差し止めた。ジョン・ロウムは、この6年後の1722年に謎めいた死を遂げるが、これにサルディニア王が何らかの関与をしたのではないかと推測されている。ジョンの事業は兄のトーマス・ロウムが引き継いだ。
1732年に特許の効力がなくなると、同年にストックポート、1744年にマクルズフィールド、1753年にコングルトンで、同様のイタリア式製糸器械工場が建ち、チェシャーにイタリア式製糸の時代が本格的に到来した。

## ストックポート
ロウムの特許は、スピタルフィールズの絹織物業者へたくさん生糸を供給しなければならないストックポートとマクルズフィールドの職人たちにより激しい異議が申し立てられ続けたが、特許が切れると、ストックポートだけで6社とのパートナーシップが結ばれた。ジョイント・ストック・カンパニーは、本質的な契約を結び、マージー川の彎曲部のログウッド・ミルの隣に水力稼働する工場を建てた。ジョン・グアルディヴァッジョが新しい技術を扱うために雇用された。将来市長になることになるジョン・クレイトンがパートナーシップ契約のまとめ役となった。同様にパートナーとなったサミュエル・オルドノウは、絹における機械工業と織物生産技術を利用して、のちの1784年にストックポートへ綿（コットン）を導入した。 地図を根拠にすると、これは2つのイタリア式糸紬車（filatoio）を収める小さな工場であったと分析される。ニュー・ブリッジからさらに水を得るためのトンネルを切り開くのには、1743年まで掛かった。7年後に絹織物工場の工場主らは近隣のログウッド・ミルを購入し、絹織物工場に作り替えた。ここはたったの7平方メートルしかなかったので、付属的な処理にだけ使われたであろう。
1749年に輸入生糸にかかる関税が削減されると、ジョン・クレイトンと彼の新しい共同経営者ナサニエル・パッティソンというロンドン出身の絹商人は、早速5000ポンドを積み増しして水利権を得るとともに、コングルトンにオールド・ミルを建ててもよいという約束を市の協議会に取り付けた。
規模の経済から得られる利益を狙って、新しい工場は5階建てで、既存の工場よりもはるかに広かった。

## マクルズフィールド

### ボタン製造業
マクルズフィールドでは、モッターズヘッド家が絹のボタンの取引に早い時期から取り組んでおり、一連の手紙を史料として、1649年からかなり大きな量の取引があったことが明らかになっている。絹のボタンの製造はコテージで女子供が行う仕事だった。1698年に「貧しい子供たちか、その他の貧しい者たち」にボタンの作り方を教えるべきだとして、会社組織化された。彼らに原材料をまとめて売り、完成品のボタンを買い上げたマクルズフィールドの商人たちの立場からすると、彼らはこのとき、「問屋制家内工業」における 'outworkers' として雇用されていた可能性がある。ウィルムズロウのサミュエル・フィンニーは、この状況を次のように描写して説明している。「腕のいい女性なら週に4シリングは稼いだし、6歳の子どもでさえも一人前に独りで下準備を手伝っていた。」1749年には、絹ボタンの製造が町の主要産業になった。しかし、1795年までに、牛などの角から作るボタンがもっとありふれたものになったため、それらに取って代わられるようになった。絹を取り扱う技術を持った労働力の集積と、供給と分配の流通網が、後に残された。1765年には15000人もの人々がマクルズフィールドの町と周辺の村々で絹関連の仕事に従事していたと推定されている。
製造された絹のボタンは、チャップマン（chapman）と呼ばれる行商人が取引することもあったが、マンチェスターを経由してブリストルへ送られた。そこからロンドンを経由してオランダやモスクワへ送られた。ブリストルから直接ニューヨークへ送られる場合もあった。ジョン・ブロックハースト（John Brocḱlehurst）という人物は上述のチャップマンの一人であるが、彼は1745年に「putters out（発注元）であるアクトン氏とストリート氏」とパートナーシップ契約を結んだ。チャールズ・ロウ（Charles Roe）という絹ボタン商人は、スピタルフィールズのユグノー教徒から紡績糸を買い、マクルズフィールドの製糸業者や小規模製糸家にそれを供給をしていた。

### 製糸業

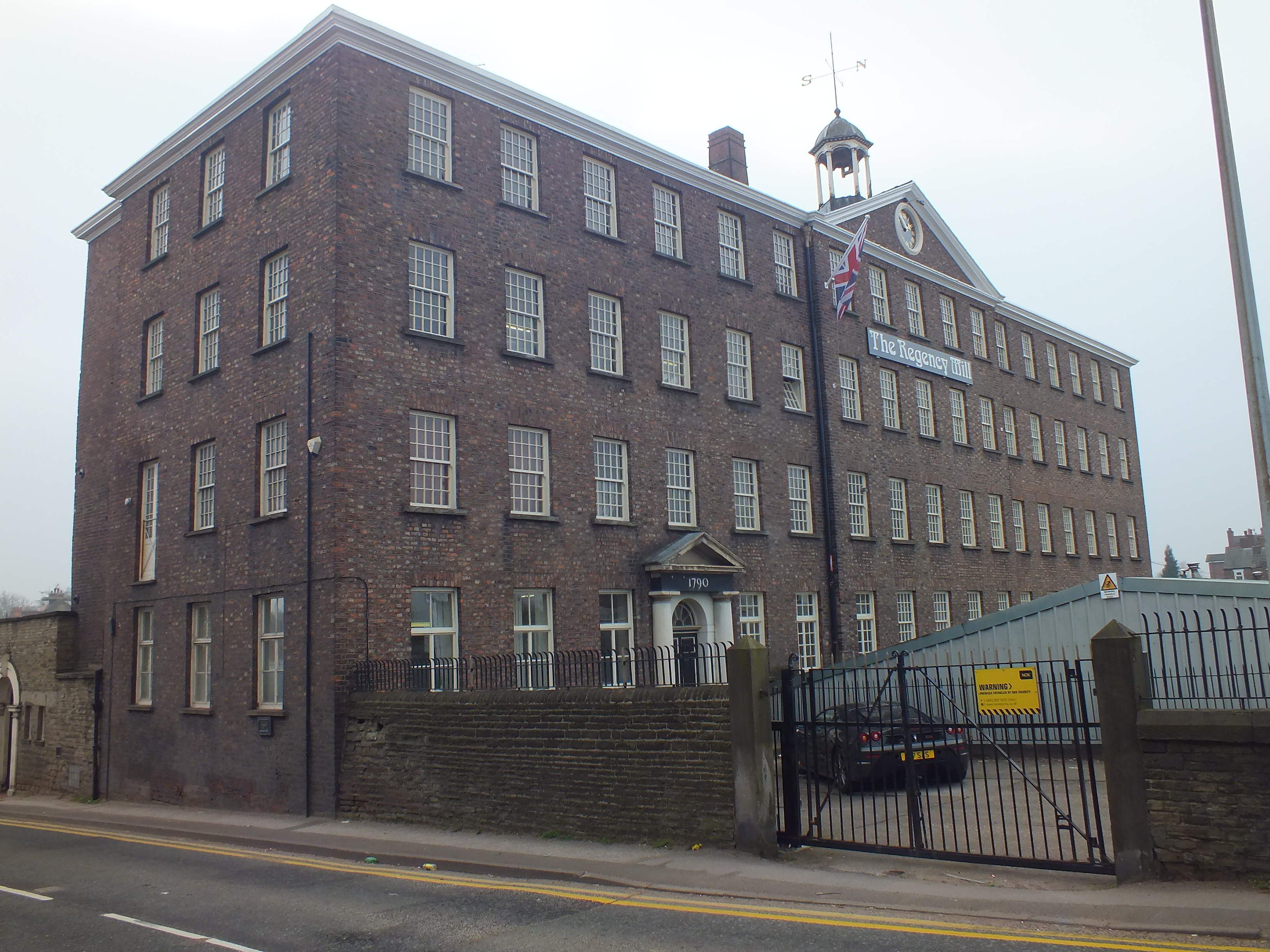
チェスター・ロード・ミル。玄関には1790年創業の日付。

チャールズ・ロウは、1743年にボタン工場（the Button Mill（固有名詞））を建てた。そこには2台のイタリア式フィラトイオ（ filatoio ダービーで用いられていたタイプの水力式撚糸機）を設置し、染色も行った。工場は拡張され、1761年までには350人を雇用するまでになった。デントリーとライル（Daintry and Ryle）により1775年にパーク・グリーンに設立されたフロスト・ミル（Frost's Mill on Park Green）など、他の工場がチャールズ・ロウの製糸工場の後に続いた。ジョン・ハドフィールド（John Hadfield）はボリン（Bollin）に工場を持ち、第一チェスター・ロード・ミル（the first Chester Road Mill）が建てられたのもこの頃である。
マクルズフィールドは繁栄した。農夫が週に6シリング稼ぐところ、撚糸業に従事する男性は週に7シリング稼いだ。女性なら3シリング6ペンス（訳注：12ペンス＝1シリング）で、子どもは3年契約で初年度、週に6ペンスから始める。翌年に9ペンスに上がり、3年目でまるまる1シリングを受け取れるようになる。これは、1日に12時間労働、週休1日という条件のものであった。イギリスがフランスと戦争状態にある間は需要が増加し、平和になると不況が何年も続いた。チャールズ・ロウは1760年に1万ポンドで事業を売却して、撚糸業から足を洗った。七年戦争が1763年に終戦すると非常に困難なことになった。この時点でマクルズフィールドでは、絹織物を作っておらず、織糸をスピタルフィールズに供給するだけであった。スピタルフィールズは当時社会不安の状態にあって、パーク・グリーン公園や市場で起きていた小さなデモの参加者により支持された大規模なデモが起こっていた。労働者たちは組合を組織した。スピタルフィールズにおける賃率と徒弟奉公人の数及び徒弟奉公期間は、1773年の議会法により規制された。

### 絹織物業

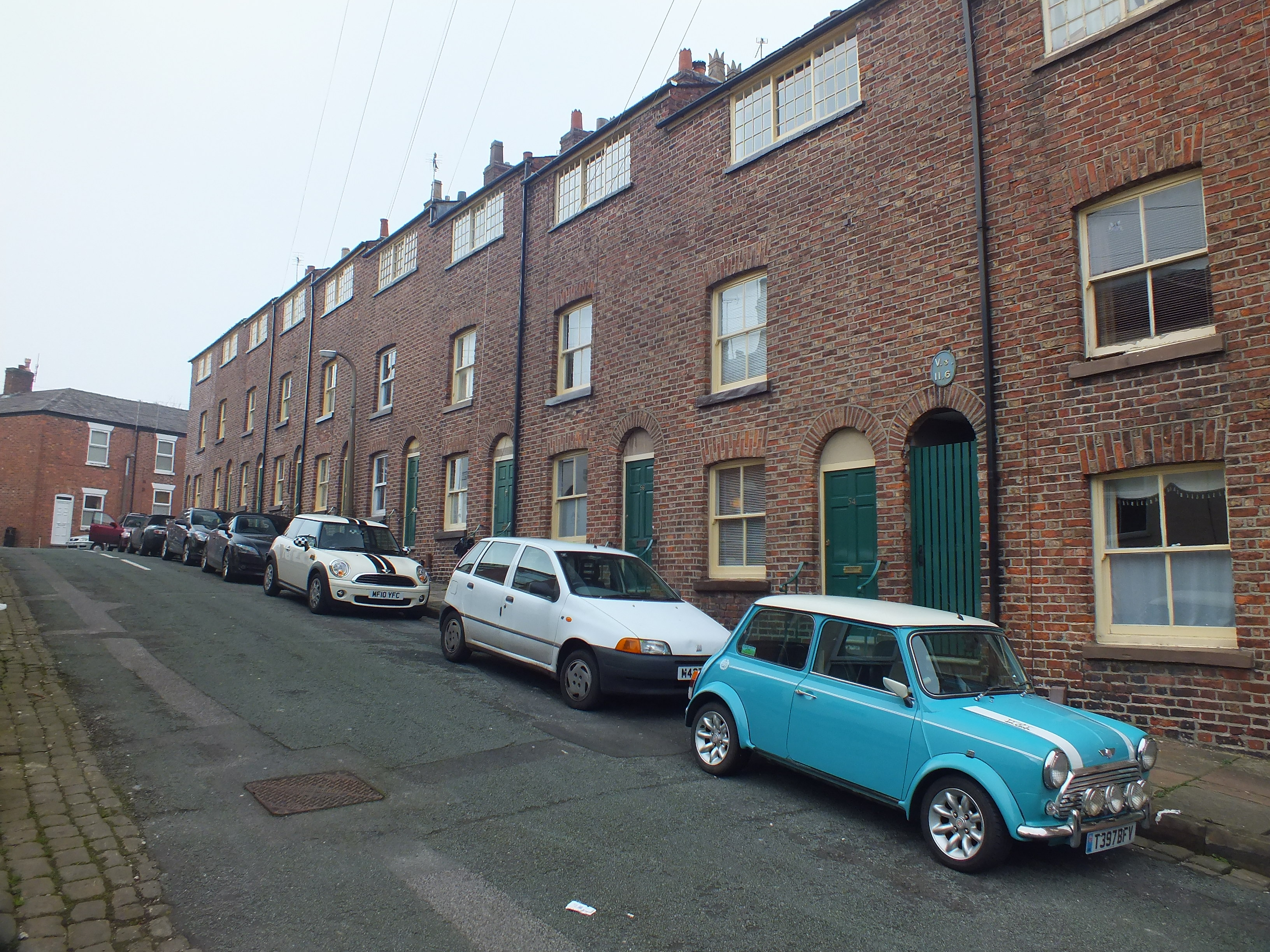
製糸人らのコテージが並ぶパラダイス通り（Paradise Street）。広い開口部を確保する三連窓は、屋根裏の製糸部屋に典型的な造作。

マクルズフィールドに絹織りの技術が伝わったのは1790年のことで、レイとヴォウチェ（Leigh and Voce）という2人の人物が織機とユグノー教徒の絹織物職人を当地に紹介した。ユグノーらは自分たちの技術をバック通り（Back Street）の織物屋に教えた。マーガレット・モウボーン（Margaret Moborn）はそのようなユグノーの絹織物職人の一人であったが、スピタルフィールズを去ってマクルズフィールドのサンダーランド通りにある織物小屋でジェイムズ・ピアソン（James Pearson）のために働かないかと誘いを受けた。なお、メソディズム運動で知られるジョン・ウェスリー（1703-1791）をマクルズフィールドに説教に招いたのは、ジェイムズの父、ジョージ・ピアソンである。マーガレットはジェイムズと数年間同居しただけでなく、織機を使った織り方の基本を手ほどきした。ジョージ・ピアソン・アンド・サンズ（George Pearson and Sons）は、19世紀初頭にマクルズフィールドで一流のすぐれた絹織物業者となっていた。イギリスは1793年から1815年にかけて、再びフランスと戦争状態になり（ナポレオン戦争）、したがって織物産業は繁栄した。雇用された職人で、腕のいい者であれば週に18シリングを稼いだ。自営の職人であれば週に3ポンドまで稼いだが、これは徒弟たちの面倒を見るコストも込みだった。一般的に言って、フランスとの一連の戦争が終わるまでに、あるパターンが確立した。動力を用いる製糸業や人力による製糸業において、独立自営の織物小屋で人力による絹織物が行われなくなって行くというパターンである。
1815年から1820年の間は景気後退局面にあり、続く1820年代は好景気の時代であった。26カ所で製糸工場が新しく立ち上がり、製糸業者らはしばしばそれに絹織物を製造する織物小屋を付属させた。労働力は雇用労働者と請負労働者との間で均等に分けられ、作業はすべて手作業で行われた。1821年の人口 21,819人のうち、約10,000人が絹関連工場（silk factories）で雇用されていた。周辺の村々からマクルズフィールドにやってきた者もいたと考えられる。彼らは週に62時間労働し、男性なら11シリング稼いだ。絹製品及び生糸の需要は、1824年-1826年の間に減少した。工場は倒産し始め、1826年に70を数えた絹工場も1832年にはたったの41か所になった。賃金は半分になり、労働時間は短縮された。不景気は10年サイクルで続き、生き残った工場はさらに少数になったが、技術は洗練され、新しい製品も製造された。経営も手慣れたものとなった。ブロックルハースト家はこれら工場の中で最も大きくなった。
1830年代には、動力駆動式織機が完成し、製糸はスロットルと呼ばれる綿紡績機に似た、金属フレームのもので行われるようになった。これらは（新規工場の建造はなされず）既存の建物の中に導入されたとみられる。1820年代にはジャカード方式が手繰り織機に導入された。ジャカード方式を実現するジャカード・ヘッドは、普通の織機の上に設置するものである。そのため、これを収容するために織物工場の天井が高くなった。なお、力織機はきめの粗い幅広の生地にだけ適するものであるから、最上質の絹織物には手繰りの織機と複雑なジャカード方式が使用され続けた。1839年に、2人の絹織物職人、ジェイムズ・メイヤーズとジョン・ライルがマクルズフィールドを去り、大洋横断船マリオン号に乗ってニュージャージー州はパターソンに移住した。2人は1846年に共同で工場を開き、アメリカ合衆国の絹織物産業を創始した。マクルズフィールドが不況で困難な時期に、のべ3000人が町を離れてパターソンの2人の事業に参加した。1900年代のパターソンの地元紙には、マクルズフィールドの年代記から生誕・婚姻・死亡の記事が毎日のように引用された。
1850年以降、ストックポートやその他の町における製糸業・絹織物業（silk manufacture）が衰退し、マクルズフィールドが「絹の町」として知られるようになった。マクルズフィールドの企業は1851年のロンドン万国博覧会で、バンダナ・ハンカチーフ、ヴェルヴェット、サテンのリボンとショールを展示した。当地の絹産業は、綿織物やフランス産のシルクの嗜好が流行するにつれ、縮小した。1886年には労働力が5000人に縮小した。絹事業で成功した有力なファミリーは、市民生活と信仰においても顕著な活動を行った。彼らのほとんどは非国教徒の篤信家で、自社で働く労働者のために教会を建てた。シルクが貧困層の教育に充てられた。マクルズフィールド日曜学校は、1796年に非国教徒らによって設立された教会学校で、現在ヘリテージ・センターが入居している大きな建物は、1813-1815年建造である。ここでは毎年、2500人の子どもが仕事のない日曜日に公的教育を受けた。これに対抗してアングリカンらは、デューク通りに面したところにナショナル・スクールを建てた。これは1960年まで全日制の学校として利用され続けた。徒弟に必要とされる技術的なスキルは、技術学校で身につけることができ、美術学校ではデザイナーを養成した。

### 捺染及び染色（プリンティング）

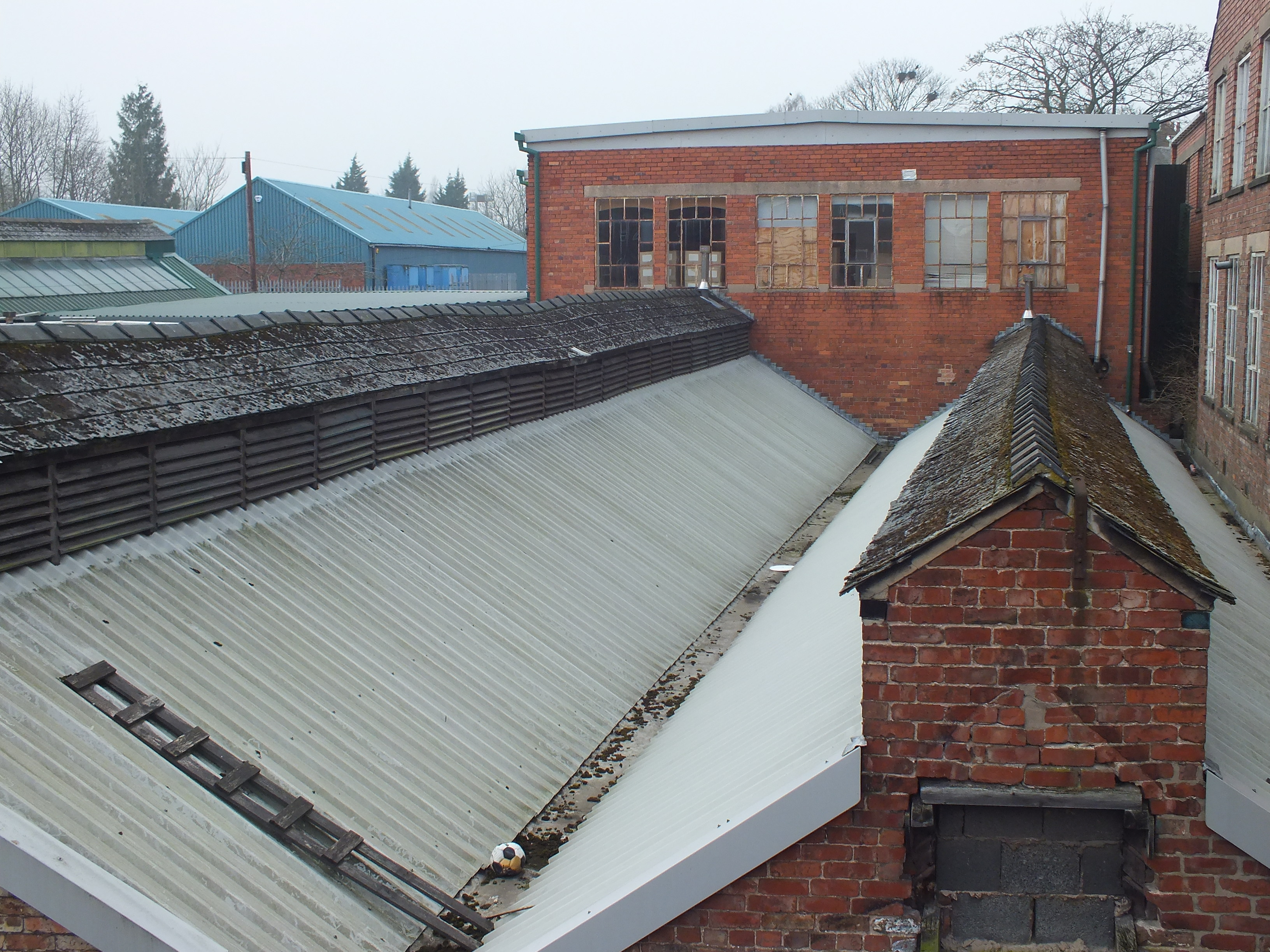
マクルズフィールド、チェスター・ロード・ミルの染色倉庫

当地において最も重要なプリンティング会社は、ウィリアム・スミスにより1820年に設立された。この会社は、ウィリアム・フィストン家に譲渡され、その後の1929に J &T Brocklehurst と融合して、BWA, Brocklehurst Whiston Amalgamated社になった。彼らは繊維製品に絞り染め（tye-dye）を行い、藍（indigo）を使う蝋引き加工を施し、銅板印刷することによって、仕上げを行った。印刷は、手作業でシルクスクリーンを使って絵を版木に写し、これを彫ることによって行われた。プリンティング会社は各々、自前の木彫ショップを持ち、1900年には90,000枚の手彫り済みの版木を有していた。これはヨーロッパにおいて最大のコレクションである。これらは会社のプリンティング部門が閉鎖されるときに燃やされた。
手縫いはコテージなどでやるものであったが、14歳で父親を亡くしてマクルズフィールドにやってきたオーガスタス・ウィリアム・ヘウェットソン（Augustus William Hewetson）は、上述の美術学校で学び、21歳の時、4台のスイス製のパントグラフ・マシーンを購入し、事業として機械縫製を始めた。事業所は最初1898年にジョージ通りにあり、1904年にアルビオン・ミルに移転した。

## コングルトン
チェシャー州には、1780年以前に7つの絹関連工場があった。そのうちの2つがデイン川に面したコングルトンにあった。その2つ、クレイトン絹工場とパッティソン絹工場（Clayton and Pattinson's silk mill）、別名オールド・ミル（the Old Mill）は、1773年に建造され、2003年に最終的に解体された。これは5層29倉のミルであり、内部に水揚げ車を通すための縦穴があった。1822年にはYatesにより次のように描写されている。
コングルトンにおいて最大でひときわ異彩を放つ建物である最初の製糸工場は、レンガ造りの切妻壁で、中央に時計の文字盤がある。長辺の長さ240フィート、短辺の長さ24フィート、高さは48フィートで5階建て、390か所の窓から採光している。
地上階には、上方に糸撚り機を備えた環状の繰糸機が11台設置されていた。1771年には600人が同工場に雇われており、1830年にはさらに17倉が拡張された。
当地で2か所目となるミルは、トーマス・スレイトのデイン・ミル（Thomas Slate's Dane Mill）であった。1811年の競売注意書きには次のように記載されている。
（デイン・ミルは）4階建て、各階縦84ft横27ft。高さは地上階11ft、第1エンジン室7ft 2in、第2エンジン室7ft 4in、最上階の合糸機室8ft。建築部品の状態良好、機織り室として使われていた増設部屋2部屋付。
あるコヴェントリーの商人が、リークとコングルトンの機織り業者のところにリボンの製造を委託したと報告した1754年に、リボン製造が始まった。1780年代には4つの小規模な会社がスワン・バンクとロートン通りで操業していた。1784年時点ではマーティン家により綿糸の製造（綿をほぐして紡ぐ工程）も始まっていた。染色や捺染業も、絹製品と綿製品の両方ですぐに始まったと考えられ、ウィリアム・スレイト（William Slate）は自分自身のことを絹糸及び綿糸製造者と記している。ジョージ・リード（George Reade）は綿紡績業者であったが、製糸業に乗り換えた。ヴォードリー家は両方に携わった。コングルトンの繁栄を決定づけたのはシルクであった。しかしながら、海外製品との競争や輸入の規制といった外的要因も決定的ではあった。コブデン＝シュヴァリエ協定が結ばれたことにより、コングルトンの産業は衰退した。
1860年から1950年までの間、コングルトンにおける主要産業はファスチアン織りであり、使われていなかった紡績工場と製糸工場がファスチアン織りのために転用された。1930年代から1970年代には（ファスチアン織りにおける）毛羽を輪状にして仕上げる工程が重要であった。1858年に設立されたベリスフォード・リボン社（Berisfords ribbons）は、ヴィクトリア・ミル（Victoria Mill）の標章を付した製品を生産し続け、ワーオール通り（Worrall Street）にて21世紀現在に至っている。